# Sophie Barjac
Pour les articles homonymes, voir Barjac.
Sophie Barjac est une actrice française, née le 24 mars 1957 à Bourges.

## Biographie
Elle quitte la France pour Bruxelles à l'âge de 9 ans avec sa famille. Elle est originaire d'une famille de cinq enfants et déclare dans une interview de 2007 faite pour la pièce Poker avoir été choisie pour ce métier pour son physique avantageux, et avoir appris son métier sur le tas.
D'abord modèle, elle refuse de poser nue, mais l'agent artistique Georges Lambert lui permet de devenir comédienne.
Elle connaît le succès dans les années 70  au cinéma avec des comédies populaires comme À nous les petites Anglaises ou L'Hôtel de la plage . 
À la télévision, elle se fait remarquer dans des séries à succès comme Anne jour après jour, Commissaire Moulin, La Chambre des dames et Les deux font la loi.
Malgré un manque de médiatisation, elle a poursuivi sa carrière alternant le théâtre (en particulier grâce à Marcel Maréchal et Roger Planchon)  et la télévision, se sachant soutenue par un public fidèle. Elle déclare regretter ne pas avoir tourné avec François Truffaut et apprécier beaucoup les films policiers du genre Alfred Hitchcock . Au cinéma, elle tourne sous la direction d'Edouard Molinaro et Gérard Oury des seconds rôles dans des films grand public.
En 2005, elle tourne sous le nom de Sophie Foucaud un épisode de Commissaire Valence avec Bernard Tapie.
En 2007, elle tient au grand écran le rôle d'un juge aux côtés de Jean Dujardin dans Contre-enquête.
En 2022, on la retrouve dans le rôle poignant de la mère d'une femme violée dans le téléfilm Après le silence.
En 2024, Sophie Barjac devient la narratrice d'un concert/lecture sur Thelonius Monk, Monk, la fureur du Jazz...et le silence

## Filmographie

### Cinéma
- 1974 : Isabelle devant le désir de Jean-Pierre Berckmans : Séverine
- 1975 : À nous les petites Anglaises de Michel Lang : Véronique
- 1976 : Le Graphique de Boscop de Georges Dumoulin et Sotha Dumoulin : la jolie blonde du show
- 1976 : Dis bonjour à la dame de Michel Gérard
- 1977 : L'Hôtel de la plage de Michel Lang : Catherine Guedel
- 1982 : Alicja (de) de Jacek Bromski et Jerzy Gruza
- 1983 : La Fiancée qui venait du froid de Charles Némès : Anne
- 1984 : L'Amour en douce d'Édouard Molinaro : Jeanne Delmas
- 1987 : Lévy et Goliath de Gérard Oury : Brigitte
- 1992 : Quidam de Sophie Deflandre
- 2000 : Entre 4 murs de Sophie Deflandre (court métrage) : Marthe
- 2002 : Retour en ville de Karim Canama (court métrage)
- 2003 : Comme si de rien n'était de Pierre-Olivier Mornas : La mère d'Alix
- 2003 : Boomerang d'Antoine Blanquefort (court métrage)
- 2004 : Rencontre du quatrième type d'Alcime Padiglione (court métrage) : Emma
- 2007 : Contre-enquête de Franck Mancuso : le juge Arcaro
- 2008 : Nés en 68 d'Olivier Ducastel et Jacques Martineau : la mère de Catherine
- 2014 : La piscine de Rosa Bursztein : dame rue de Poissy
- 2022 : Je t'aime, filme moi! d' Alexandre Messina
- 2023 : L'étrange parcours de Jean-Michel Ropers : voix de la narratrice

### Télévision
- 1975 : Le Cercle étroit de Paul Roland : Janecis Hartmann
- 1976 : Commissaire Moulin (épisode 1.1 : Ricochets) : Joëlle
- 1976 : Anne jour après jour : Anne
- 1977 : Cinq à sec de Michel Fermaud : Florence
- 1977 : Henri IV de Paul Planchon : Gabrielle D'Estrées
- 1979 : Le Petit Théâtre d'Antenne 2 (épisode : L'Incompris de Michel Hermant)
- 1982 : On sort ce soir (épisode : La vie de Galilée) : Virginie Galilée
- 1982 : La Tribu des vieux enfants : Simone
- 1983 : La Chambre des dames de Yannick Andréi : Florie
- 1986 : Maestro ma non troppo de Serge Korber : Rose
- 1986 : La Dame des dunes de Joyce Buñuel : Anne-Marie
- 1986 : Fred connexion de Serge Korber : Fred
- 1988 : Au péril de ma vie de Desmond Davis : Martine Fauvet
- 1989 : Le Masque de Jacques Cornet et Marc Lobet  (épisode : Meurtre sur un plateau de Marco Zerla : Corinne)
- 1989 : Le Retour d'Arsène Lupin de Jacques Besnard et Michel Boisrond (épisode : Le Triangle d'or de Philippe Condroyer : Coralie Suarès)
- 1989-1991 : Les deux font la loi (Bordertown) de Didier Albert : Dr Marie Dumont
- 1992 : Le Lyonnais (épisode : Cérémonie religieuse) : Marie Bailly
- 1992 : Maguy (épisode 331 : L'espion qui venait d'en face)
- 1992 : Le Fils d'un autre de Michel Lang : Brigitte Blancvillain
- 1992 : Les deux font la loi : Docteur Marie Dumont
- 1994 : Madame le Proviseur (épisodes 1 à 3 : Marianne)
- 1998 : Pour mon fils de Michaëla Watteaux : la psychologue
- 1998 : Docteur Sylvestre (épisode Zone dangereuse) de Jean-Pierre Vergne : la maire
- 1998 : La Clef des champs : Sandrine Crozade
- 1999 : L'Instit, épisode 5x05 L'enfant caché de Roger Kahane : Agnès
- 1999 : L'Avocate (épisode: Les fruits de la haine) : Michèle Bressol
- 2003 : La Crim' : Madame la substitut
- 2005 : Docteur Dassin, généraliste (épisode : Des secrets trop bien gardés) : Professeur Aya
- 2005 : PJ (Saison 9, épisode 3)  : Rachel
- 2005 : Les Enquêtes d'Éloïse Rome (épisode 6) : Martine Vallé
- 2005 : Commissaire Valence (épisode : Vengeances) : Madame Barthélémy
- 2006 : Fabien Cosma (épisode 1) : la rousse
- 2007 : Diane, femme flic (épisode 5): la mère de Romain
- 2007 : La Prophétie d'Avignon  : Dany Royal
- 2008 :Le Tuteur (épisode : Père sous X) : Claire
- 2009 :Juste un peu d'@mour de Nicolas Herdt : La mère de Marc
- 2010 :Sur le fil (épisode : Direct Live) : Mme Schmidt
- 2010 :Empreintes criminelles (épisode : L'affaire de la maison close) : Madame Guillaume
- 2011 : Le vernis craque de D. Jeanneau : voisine de Renoir
- 2011 : in Boulevard du Palais, Fou à délier : la juge pour mineurs
- 2010 - 2012 : La Nouvelle Maud : Mauricette Mouchet
- 2012 : Clem,  épisode Haut les cœurs ! de Joyce Buñuel
- 2017 : Section de recherches (épisode : Mon ange) : Mme Pasquet
- 2017 : Agathe Koltès de Adeline Darraux : Ève Pringuet
- 2018 : Candice Renoir, A beau mentir qui vient de loin : Charlotte Veyrac
- 2018 : Plus belle la vie, prime Amours vraies : Angela
- 2022 : Après le silence : Hélène[11],[12]
- 2024 : Tom et Lola (épisode 4 "Jeu de piste") : Estelle Ricci

## Radio
- 2013 : Exécution en ré mineur de Stéphane Braka: « la cantatrice »"
- 2014 : Conseil de famille de Christian Morel de Sarcus: la mère

## Théâtre
- 1978-1979 : Les Derniers de Maxime Gorki. mise en scène : Lucian Pintillé
- 1980-1981 : Opéra Parlé de Jacques Audiberti. mise en scène : Marcel Maréchal
- 1981-1982 : La Vie de Galilée de Bertolt Brecht. mise en scène : Marcel Maréchal
- 1980-1981 : Miguel Manara de O.V de L. Milosz. mise en scène : Jean-François Rémi
- 1985 : Cyrano de Bergerac d'Edmond Rostand, mise en scène Jean-Claude Drouot, M.C. Reims, Roxane
- 1986 : Lorenzaccio d'Alfred de Musset mise en scène J.P Bouvier Festival de Sète
- 1985 : Le Misanthrope de Molière mise en scène de Michel Favori Festival de Sète
- 1987 : Les Brumes de Manchester de Frédéric Dard, mise en scène Robert Hossein, Théâtre de Paris
- 1988 : Good de Cecil P. Taylor, mise en scène Jean-Pierre Bouvier, Théâtre de la Renaissance
- 1992 : Les Prodiges de Jean Vauthier, mise en scène Marcel Maréchal, Théâtre de la Criée
- 1993 : Les Prodiges de Jean Vauthier, mise en scène Marcel Maréchal, Théâtre national de la Colline
- 1995 : Le Radeau de la Méduse de Roger Planchon, mise en scène de l'auteur, TNP Villeurbanne
- 1997 : Le Radeau de la Méduse de Roger Planchon, mise en scène de l'auteur, Théâtre national de la Colline
- 2000 : Le Chant du crapaud de Louis-Charles Sirjacq, mise en scène Julian Negulesco, Théâtre de Poche Montparnasse
- 2005 : Célébration d'Harold Pinter, mise en scène Roger Planchon, Théâtre du Rond-Point
- 2006 : La Langue de la montagne et Le Temps d'une soirée d'Harold Pinter, mise en scène Roger Planchon, Théâtre Gobetti Turin
- 2007 : Poker de Jean Cassiès, mise en scène Sonia Vollereaux (du 12 avril au 31 mai 2007) Comédie de Paris
- 2010 : The Servant de Daniel Charlier et Jean-Pierre Bélissent, mise en scène Daniel Charlier, Théâtre des Martyrs à Bruxelles
- 2012 : Les Liaisons dangereuses de Choderlos de Laclos, mise en scène John Malkovich, Théâtre de l'Atelier
- 2013 :  Tournée internationale Europe -USA. Les Liaisons Dangereuses
- 2015 : Le Système d'Antoine Rault, mise en scène Didier Long, Théâtre Antoine
- 2016 :  Tournée France-Europe Le Système
- 2024 : Monk, la fureur du Jazz...et le silence[10]avec Alexis Tcholakian